# جون غروف
جون غروف (بالإنجليزية: John Groff)‏ هو ضابط أمريكي، ولد في 14 فبراير 1890، وتوفي في 2 أكتوبر 1990.